# Stab (série de films)
Pour les articles homonymes, voir Stab.
 (novembre 2011).
Si vous disposez d'ouvrages ou d'articles de référence ou si vous connaissez des sites web de qualité traitant du thème abordé ici, merci de compléter l'article en donnant les références utiles à sa vérifiabilité et en les liant à la section « Notes et références ».
 (novembre 2011).
Stab est le titre du « film dans le film » de la franchise à succès Scream. 
La trilogie originale est adaptée du livre de Gale Weathers « Les Meurtres de Woodsboro » (The Woodsboro Murders). 
Le premier volet est dévoilé dans les premières minutes de Scream 2. La trilogie originale est basée sur la vie de Sidney Prescott et retrace les événements survenus dans les films Scream, premier du nom, jusqu'au 3e épisode de la saga. 
À partir du quatrième épisode, Stab 4 : Knife of Doom, l'histoire est totalement réinventée. 
Il existe deux versions différentes du film Stab 3. La première, Stab 3 : Return to Woodsboro, est la suite des premiers films déjà sortis ; elle retrace les événements apparus des années auparavant dans la ville de Woodsboro. Elle a été annulée. 
La seconde version, Stab 3 : Hollywood Horror, parle du massacre qui s'est produit sur le plateau de production de Stab 3 : Return to Woodsboro, à Hollywood. Elle est basée sur le nouveau livre de Gale Weathers Hollywood Horror : The True Story of Stab 3.

## Stab
Série
Stab 2
(1999)
Pour plus de détails, voir Fiche technique et Distribution.

### Histoire
Dans la petite ville de Woodsboro, en Californie, une mère de famille, Maureen Prescott, est sauvagement assassinée. Cotton Wearry est arrêté et inculpé de meurtre. Un an plus tard, une étudiante et son petit ami sont sauvagement assassinés. Ce double meurtre marque le début d'un long calvaire pour Sidney Prescott, la fille de Maureen. Une sérieuse menace plane sur la ville et semble être partout où est Sidney. Le tueur est décidé à la faire souffrir, en assassinant ses plus proches amis.

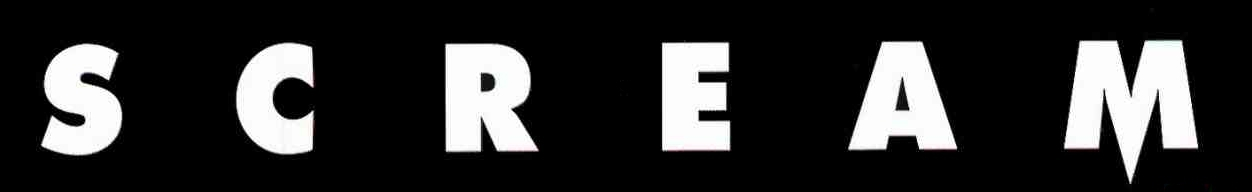
Logo du film Scream.

### Apparition
Dans Scream 2, Stab est mentionné pour la première fois. 
Le film s'ouvre sur l'avant-première du nouveau film d'horreur Stab, qui raconte l'horrible histoire des meurtres de Woodsboro. Les premières images de Stab reprennent le meurtre de la jolie Casey Becker, interprétée ici par Heather Graham. 
Lors de cette avant-première, un couple est assassiné dans un cinéma. Cela relance une série de meurtres et donnera naissance à diverses suites de Stab. Un peu plus tard, dans Scream 2, Randy Meeks et Dewey Riley, dans un bar, regardent un extrait de Stab, interprété par Tori Spelling et Luke Wilson à la télé.
Dans Scream 3, la production de Stab 3 est au cœur de l'intrigue du film. Une affiche du film Stab, le premier du nom, décore le manoir de John Milton, grand producteur de films d'horreur et, entre autres, de la série de films Stab.
Enfin, dans Scream 4, la nouvelle génération de la jeunesse de Woodsboro voue un culte à cette franchise et aux événements passés. Au point d'organiser chaque année un festival appelé « Stab-a-thon ». Les sept films Stab sont diffusés à la suite. Au cours de ce festival, est projetée la scène d'ouverture de Stab, qui ouvre également Scream 2.

### Distribution
- Tori Spelling : Sidney Prescott
- Luke Wilson : Billy Loomis
- Jennifer Jolie : Gale Weathers
- David Schwimmer : Dewey Riley
- Heather Graham : Casey Becker
- Christopher Speed : Randy Meeks
- Vince Vaughn : Stu Macher
- Alicia Silverstone : Tatum Riley
- Craig Bierko : Cotton Weary

## Stab 2
Série
Stab
(1998) Stab 3
(2000)
Pour plus de détails, voir Fiche technique et Distribution.

### Histoire
Alors qu'il assistait à la projection en avant-première du film Stab, Phil Stevens est assassiné par Ghostface dans les toilettes du cinéma. Ce dernier assassine ensuite sa petite amie, Maureen Evans, dans la salle où est diffusé Stab : les spectateurs croient qu'il s'agit d'une opération publicitaire, ils se rendent compte trop tard que l'assassinat est bien réel...
Le cauchemar recommence...

### Apparitions du volet
Le volet n'est jamais vu dans la série, il apparaît juste dans Scream 3 et 4 en affiche.

### Distribution
- Tori Spelling : Sidney Prescott
- David Schwimmer : Dewey Riley
- Jennifer Jolie : Gale Weathers
- Christopher Speed : Randy Meeks
- Dusty Penn : Derek Feldman
- Craig Bierko : Cotton Weary
- Christine Hamilton : Cici Cooper
- KC Storm : Mickey Altieri
- Lauren Velez : Hallie McDaniel
- Melissa Breaux : Maureen Evans
- Henry Young : Joel Jones
- Frank Harris : Phil Stevens
- Vivan Guzman : Sonia
- Angela Kong : Alli
- Steven Stone : Andrew Richards
- Neil Prescott : Richard Andrews
- Angelina Tyler : Debbie Loomis

## Stab 3: Return to Woodsboro
Série
Stab 2
(1999) Stab 3 : Hollywood Horror
(2006)
Pour plus de détails, voir Fiche technique et Distribution.

### Histoire
Au début du film, Cotton Weary se fait assassiner par Ghostface. Ensuite, Candy Brooks est brutalement assassinée avant sa douche. Gale, Sidney et Dewey unissent leurs efforts pour trouver le tueur et mettre fin à cette folie meurtrière…

### Distribution
- Angelina Tyler : Sidney Prescott
- Tom Prinze : Dewey Riley
- Jennifer Jolie : Gale Weathers
- Tyson Fox : Ricky Wafford
- Sarah Darling : Candy Brooks
- Cotton Weary : lui-même

Dans Scream 3, il est dit que les acteurs Tori Spelling et David Schwimmer ont refusé de jouer dans ce troisième volet. Ils ont été remplacés respectivement par Angelina Tyler et Tom Prinze.

### Annulation du film
Le film sera annulé à la suite des meurtres de tous les acteurs du film, meurtres survenus lors de Scream 3.